# Mónica Randall
Aurora Juliá Sarasa, conocida artísticamente como Mónica Randall (Barcelona, 18 de noviembre de 1942) es una actriz y presentadora de televisión española.

## Trayectoria

### Teatro
Nacida en 18 de noviembre de 1942 en Barcelona, tras cursar estudios de Arte Dramático en Barcelona, debutó poco después en el teatro, con comedias como Cena de matrimonios y Pisito de soltero. Formó parte de la Compañía de Teatro de Alejandro Ulloa. Otras de sus obras fueron Los intereses creados, Caminos de Damasco y El alma se serena.
Después de más de treinta años apartada de los escenarios, en 2009 volvió al teatro con la obra Una comedia española, de Yasmina Reza, dirigida por Sílvia Munt.

### Cine
Poco después dio sus primeros pasos en el cine, debutando en La Revoltosa (1963), de José Díaz Morales, donde aparece acreditada con su nombre de nacimiento.
En 1965 coprotagoniza, junto a Paco Morán, el film dirigido por Miguel Iglesias Bonns "Muerte en Primavera".
En esos primeros años participó en numerosos Spaghetti western, como Los héroes del Oeste (1965), Los cinco de la venganza (1967) y Sol rojo (1971), dirigida por Terence Young.
A partir de 1968, su carrera cinematográfica se centró en comedias costumbristas, en las que solía interpretar un prototipo de mujer cosmopolita y sofisticada. En esta época intervino en títulos como Cristina Guzmán (1968), de Luis César Amadori, con Rocío Dúrcal, Verano 70 (1969), de Pedro Lazaga, con Jesús Puente y Juanjo Menéndez, Abuelo Made in Spain (1969), de Pedro Lazaga, con Paco Martínez Soria, Carola de día, Carola de noche (1969), de Jaime de Armiñán, con Marisol o Un adulterio decente (1969) de Rafael Gil, con Carmen Sevilla. Además, participó en la película Flor salvaje (1965), protagonizada por Rosa Morena y dirigida por Javier Setó, su última película.
Durante la década de los setenta se le ofreció la oportunidad de interpretar papeles de mayor complejidad en películas consideradas ya como clásicos del cine español como Mi querida señorita (1972), de Jaime de Armiñán; Cría cuervos (1976), de Carlos Saura; Retrato de familia (1976), de Antonio Giménez-Rico, Volvoreta (1976), de José Antonio Nieves Conde o La escopeta nacional (1978), de Luis García Berlanga. En 1986, a las órdenes de Carlos Serrano, rodó Calé junto a Rosario Flores.
En 1987, y de nuevo bajo la dirección de Jaime de Armiñán, interpretó el papel femenino protagonista de la película Mi general, acompañando a Fernando Rey, Fernando Fernán Gómez, Héctor Alterio, José Luis López Vázquez y Rafael Alonso. Tal película ganó el Gran Premio del Jurado en el Festival de Montreal, en 1987. Al estreno, que tuvo lugar en la Academia General Militar de Zaragoza, fueron invitados todos los generales en activo del Ejército español de la época.

### Televisión
También trabajó de manera muy intensa en televisión, medio en el que debutó en 1964, y en el que desarrolló tanto su faceta de actriz como de presentadora. En espacios dramáticos, como Estudio 1, Novela, Teatro de siempre o Teatro de familia, todos ellos en Televisión española, tuvo ocasión de interpretar obras de William Shakespeare, Jean Racine y Ladislas Fodor. En la serie ¿Es usted el asesino? dirigida por Narciso Ibáñez Menta y estrenada en 1967, tuvo un pequeño papel como una de las víctimas.
En 1973 presentó el programa de entretenimiento Mónica de medianoche y en la temporada 1974-1975, el magazine Tele-Revista. Posteriormente, entre 1980 y 1981 condujo el espacio Cosas, junto a Joaquín Prat y Marisa Abad, al que seguiría un programa que le permitió desarrollar su faceta de entrevistadora: Rasgos (1982), dirigido por Antonio Giménez-Rico.
Tras interpretar el papel de Nuri, el alter ego español de Blanche (Rue McClanahan) en Juntas, pero no revueltas (1994-1995), entre 2002 y 2004 formó parte del reparto de la serie Ana y los siete, interpretando a Rosa, la madre de Alexia (Silvia Marsó).

## Filmografía seleccionada
- La revoltosa (1963)
- Sangre sobre Texas (1965)
- Dos cosmonautas a la fuerza (1965)
- Los dos paracaidistas (1965)
- Z-7, operación Rembrandt (1966)
- Agente End (1966)
- Cristina Guzmán (1968)
- Un adulterio decente (1969)
- La revoltosa (1969)
- Sol rojo (1971)
- Mi querida señorita (1972)
- El monte de las brujas (1972)
- La cruz del diablo (1975)
- Inquisición (1976)
- Cría Cuervos (1976)

## Premios
| Premio                                                | Año  | Película/Programa    | Categoría                                |
| ----------------------------------------------------- | ---- | -------------------- | ---------------------------------------- |
| TP de Oro                                             | 1974 | Mónica de medianoche | Mejor presentadora                       |
| Premio del Sindicato Nacional del Espectáculo         | 1976 | Retrato de familia   | Mejor actriz                             |
| Medallas del Círculo de Escritores Cinematográficos   | 1976 | Retrato de familia   | Mejor actriz protagonista                |
| Fotogramas de Plata                                   | 1978 | La escopeta nacional | Mejor intérprete de cine español         |
| Premio Tabernas Almería Western Film Festival         | 2013 |                      |                                          |
| Premios Sant Jordi                                    | 2015 |                      | Premio a la trayectoria profesional      |
| Biznaga Ciudad del Paraíso del 21 Festival de Málaga  | 2018 |                      | Premio a la trayectoria profesional      |
| Premio José Sacristán de la Semana de Cine de Melilla | 2021 |                      | Premio a la trayectoria profesional      |
| Premios Feroz                                         | 2024 |                      | Premio Feroz de Honor a toda una carrera |